# Automatica
Automatica SA este o companie cu acționariat românesc, specializată în fabricarea de echipamente electrice și automatizări.

Domenii
• energie: echipamente și soluții pentru distribuția și controlul energiei electrice
• procese industriale: automatizări de proces, proiectare și execuție de echipament industrial adaptat la procesul tehnologic al clientului, precum linii de cântărire și dozare sau roboți industriali

Certificari și atestate
ISO 9001:2015, ISO 14001:2015 & OHSAS 18001:2007
AUTOMATICA S.A. a implementat și menține în un Sistem de Management Integrat, care îndeplinește cerințele standardelor de referință ISO 9001:2015, ISO 14001:2015 & OHSAS 18001:2007, sistem evaluat și certificat de organismele de certificare TÜV Thüringen.
Furnizor acceptat Transelectrica
Calitatea produselor și serviciilor AUTOMATICA mențin în continuare compania pe lista furnizorilor acceptați Transelectrica.
Atestat ANRE de tip E2 pentru executare de posturi de transformare, stații electrice și lucrări la partea electrică a centralelor cu orice tensiuni nominale standardizate
Atestat ANRE de tip E1 pentru proiectare de posturi de transformare, stații electrice și de instalații aparținând părții electrice a centralelor cu orice tensiuni nominale standardizate.
Certificat SIVACON Technology Partner - Certificat producție și vânzare tablouri electrice de distribuție de joasă tensiune tip SIVACON.
Autorizatie CNCAN - Proiectare pentru sistemul de management al calitatii în domeniul nuclear.
Autorizatie CNCAN - Fabricare pentru sistemul de management al calității în domeniul nuclear.

Istoric
1935 Începuturile
Înființată în 1932, Ford Romania S.A.R cumpară în septembrie 1934 un teren în suprafață de 7535mp, proprietatea Imobiliara Chrissoveloni și dobândește un drept de preemțiune asupra unui teren alăturat. În mai 1935 Ford avea să achiziționeze înca 5685,5 mp de la același vânzător. Aici urma să se inființeze uzina de automobile FORD Romania SAR, având prima linie de montaj operațională din Europa de Est. “Imobilul ce se vinde are o suprafață de 7535 metri pătrați și se învecinește la răsărit cu șos. Floreasca, iar la miază-zi, la apus și la miază-noapte cu proprietatea Imobiliara Chrissoveloni, astfel precum este stabilit în alăturatul plan.” (Sursa: Direcția Arhivelor Centrale – Copie a actului de vânzare autentificat de Tribunalul Ilfov – secția Notariat la nr.26948 din 26 septembrie 1934)
1948 Naționalizarea
Legea 119/1948 pentru naționalizarea întreprinderilor industriale, bancare, de asigurări miniere și de transporturi include în anexă la poz.104 Ford Romania S.A.R. Se înfiintează astfel Autoindependența, în subordinea Ministerului Industriei Metalurgice. Anii următori vor aduce câteva schimbări de denumire și obiect de activitate.
1960 Automatica: vârf de lance pentru un nou model industrial
Consiliul de Miniștri al Republicii Populare Române adoptă Hotarârea nr.147/18.02.1960 privind inființarea întreprinderii industriale de stat Automatica, a cărei necesitate este justificată de nevoia creșterii productivității muncii pentru a atinge obiectivele privind industrializarea și exportul.
“…care va funcționa după principiile gospodăriei chibzuite și va avea următorul profil:
Întocmirea proiectelor de automatizare a proceselor tehnologice, a mașinilor și agregatelor din toate ramurile industriale, inclusiv studiile și cercetările experimentale , atât pentru nevoile interne, cât și pentru instalațiile ce se vor exporta…
Livrarea de echipamente complete de automatizare…
Executarea în atelierele proprii a subansamblurilor respective – panouri, pupitre, mese de comandă – precum și a elementelor necesare cu caracter unicat
Executarea montajului general, reglarea și darea în funcțiune a instalației de automatizare la beneficiari…
Formarea personalului care va deservi și întreține instalațiile de automatizare…”
Pe 18 februarie 1960, Consiliul de Miniștri al Republicii Populare Române adoptă hotărârea nr. 147 privind înființarea întreprinderii „Automatica” cu scopul de a dezvolta un furnizor național de echipamente pentru automatizarea industriei. „Pentru realizarea ritmului înalt necesar pentru dezvoltarea industriei, construcțiilor, agriculturii și transporturilor în anii următori, precum și pentru ușurarea condițiilor de muncă odată cu cresșerea considerabilă a productivității muncii […], se înființează în București, în cadrul Ministerului Industriei Grele, Întreprinderea Industrială de stat Automatica”. Aceasta va avea ca atribuții principale întocmirea proiectelor de automatizare a proceselor tehnologice, a mașinilor și agregatelor din toate ramurile industriale, livrarea de echipamente complete de automatizare precum și executarea în atelierele proprii a subansamblelor respective – panouri, pupitre, mese de comandă – , executarea montajului general, reglarea și darea în funcțiune, verificare, reglare periodică și formarea personalului care vor deservi aceste echipamente. 
Sursa: Consiliul de Miniștri al Republicii Populare Romane, Hotarârea nr.147/18.02.1960
Automatica avea să funcționeze în vechea hală Ford și extinderile ulterioare până la vânzarea terenului în 2008.
1970-1980 Primele echipamente complexe
În anii ‘70-’80, la AUTOMATICA s-au omologat primele echipamente complexe ca: automate programabile, roboți industriali, sisteme de distribuție 0,4 kV debroșabil MCC-M14, pupitre de comandă MiniMod, centrale de avertizare și stingere incendiu SESAM, echipamente de dozare și cântărire etc.
1981 Produse destinate domeniului nuclear
AUTOMATICA implementează primul Program de Asigurarea Calității aliniat la standardul canadian CSA Z 299.3, pentru realizarea produselor destinate domeniului nuclear.
1985-2004
AUTOMATICA produce echipamente de distribuție electrică, control și automatizare pentru domeniu nuclear (Fabrica de apă grea ROMAG Drobeta și CNE Cernavodă).
1987-1992
În anii ‘87-’92 la AUTOMATICA s-a proiectat și executat primul sistem complex SCADA din România, pentru Fabrica de pelete de la combinatul minier Krivoi Rog (fosta URSS, astăzi Ucraina).
1996
AUTOMATICA devine primul producător român de echipamente electrice și de automatizare cu Sistemul Calității certificat de un organism extern acreditat (TÜV-CERT Germania).
2014
AUTOMATICA a proiectat și omologat un nou tip de celulă de medie tensiune 12/24kV rezistentă la arc și având curenți de scurtcircuit ≤ 50kA (12kV) și ≤ 25kA (24kV). Celula poate fi integrată simplu în sisteme SCADA și Smart-Grid.
2018 Transferul afacerii Automatica în grupul CEMS.
Începând cu anul 2018,  afacerea Automatica a fost preluată de grupul CEMS. Un amplu program de modernizare vine în întâmpinarea exigențelor clienților și nevoii de a dezvolta produse și soluții în ritmul alert al schimbărilor tehnologice. Fundamentul dezvoltării constă în menținerea valorilor cultivate de decenii: preocuparea pentru calitate, fiabilitate și prioritățile clienților.

Automatica București este o companie din România specializată în producția de echipamente de măsură, reglare și control pentru procesele industriale.
Titlurile societății sunt listate la categoria a doua a bursei Rasdaq, sub simbolul AUTT.
Acționarii principali ai firmei sunt Euroform Milenium SRL, cu 78,04%, și PAS Automatica, cu 7,95%.
La sfârșitul anului 2006, compania a vândut un teren și a mai multe imobile de amplasate pe Calea Floreasca din București către firma Primaverii Gardens, valoarea tranzacției fiind de 19,7 milioane de euro.
Cifra de afaceri în 2006: 17,2 milioane lei
Venit net în 2006: 58 milioane lei (17 milioane euro)